# Jack Thompson (acteur)
Pour les articles homonymes, voir Jack Thompson.
Jack Thompson est un acteur australien, né le 31 août 1940 à Sydney (Australie). Son nom de naissance était John Hadley Payne mais il fut changé lors de son adoption.

## Filmographie

### Cinéma
- 1971 : Réveil dans la terreur (Wake in Fright) de Ted Kotcheff
- 1974 : Petersen de Tim Burstall
- 1975 : Sunday Too Far Away de Ken Hannam
- 1975 : Scobie Malone de Terry Ohlsson
- 1976 : Caddie de Donald Crombie
- 1976 : Mad Dog Morgan de Philippe Mora
- 1978 : Le Chant de Jimmy Blacksmith (The Chant of Jimmie Blacksmith) de Fred Schepisi
- 1979 : The Journalist de Michael Thornhill
- 1980 : Héros ou Salopards (Breaker Morant) de Bruce Beresford
- 1980 : The Club de Bruce Beresford
- 1980 : The Earthling de Peter Collinson
- 1981 : Bad Blood de Mike Newell
- 1982 : L'Homme de la rivière d'argent (The Man from Snowy River) de George Trumbull Miller
- 1983 : Furyo (Merry Christmas, Mr. Lawrence) de Nagisa Oshima
- 1985 : Burke & Wills de Graeme Clifford
- 1985 : La Chair et le Sang (Flesh & Blood) de Paul Verhoeven
- 1987 : Ground Zero de Bruce Myles
- 1992 : Turtle Beach de Stephen Wallace
- 1992 : Wind de Carroll Ballard
- 1992 : Le Rubis du Caire de Graeme Clifford
- 1993 : Kalahari (A Far Off Place) de Mikael Salomon
- 1994 : The Sum of Us de Geoff Burton et Kevin Dowling
- 1996 : Broken Arrow de John Woo
- 1997 : Minuit dans le jardin du bien et du mal (Midnight in the Garden of Good and Evil) de Clint Eastwood
- 1997 : Excess Baggage de Marco Brambilla : Alexander Hope
- 1997 : Under the Lighthouse Dancing de Graeme Rattigan
- 2000 : Le Gâteau magique (The Magic Pudding) de Karl Zwicky : Buncle (voix)
- 2001 : Péché originel (Original Sin) de Michael Cristofer
- 2001 : Yolngu Boy de Stephen Johnson
- 2002 : Star Wars, épisode II : L'Attaque des clones (Star Wars Episode II: Attack of the Clones) de George Lucas
- 2004 : The Assassination of Richard Nixon de Niels Mueller
- 2004 : Oyster Farmer d'Anna Reeves
- 2005 : Feed de Brett Leonard
- 2006 : Ten Empty d'Anthony Hayes
- 2008 : Australia de Baz Luhrmann
- 2011 : Don't Be Afraid of the Dark de Troy Nixey
- 2013 : Gatsby le Magnifique (The Great Gatsby) de Baz Luhrmann
- 2013 : Mystery Road, d'Ivan Sen : Charlie Murray
- 2013 : Around the Block : monsieur O'Donnell
- 2016 : Une vie entre deux océans : Ralph Addicott
- 2018 : Sweet Seventies (Swinging Safari)  de Stephan Elliott : le narrateur
- 2022 : Poker Face de Russell Crowe : Shaman Bill

### Télévision
- 1982 : Une femme nommée Golda (A Woman Called Golda)
- 1984 : Waterfront
- 1986 : The Last Frontier
- 1987 : The Riddle of the Stinson
- 1989 : Trouble in Paradise
- 1996 : Les oiseaux se cachent pour mourir : Les Années oubliées (The Thorn Birds: The Missing Years) de Kevin James Dobson
- 2001 : My Brother Jack
- 2001 : South Pacific de Richard Pearce
- 2005 : Man-Thing de Brett Leonard
- 2007 : Bastard Boys de Raymond Quint